# Dora Maar
Henriette Theodora Markovitch (París; 22 de noviembre de 1907- París; 16 de julio de 1997), más conocida como Dora Maar, fue una artista plástica, pintora, fotógrafa y escultora francesa.

## Biografía

### Infancia y adolescencia
En el acta de nacimiento consta con el nombre de Henriette Markovitch; Theodora sería una elección posterior pero no figura en ningún documento. Su padre, Josip Marković (Joseph Markovitch), era un arquitecto croata que hizo distintos proyectos en Europa y Sudamérica, y su madre, Julie Voisin, era originaria de Tours. La madre de Dora se nacionalizó croata para casarse con Joseph y más tarde recuperó su nacionalidad francesa. En su matrimonio se celebraron dos ceremonias: una en Zagreb y otra al lado de Rijeka, puesto que seguramente se conocieron en esta última ciudad. En la familia de Dora se hablaba francés y castellano. Fueron muy cosmopolitas y así lo muestran las fotografías de su juventud, que retratan a Dora en lugares que van desde paisajes de los Alpes hasta zonas tropicales. Dora vivió en Argentina desde los tres hasta los veintitrés años. Según Pablo Picasso, aquella joven, de la que estuvo enamorado durante la guerra civil y la ocupación de Francia, «hablaba con argentinismos».
Su familia se opuso fervientemente a su relación con Picasso. Como dato curioso, un día, Julie, discutía violentamente con Dora por teléfono por esta misma razón, cuando de pronto la voz de la primera se cortó: había fallecido. Fue durante la ocupación de Francia por los nazis y era de noche, después del toque de queda. A la mañana siguiente, Dora la halló muerta con el teléfono en una mano.
En el millar de fotografías que tiene la artista, tan solo hay dos en las que sonríe. Dora era una persona callada, orgullosa, muy inteligente y de una ironía fina. Le gustaba disfrazarse con ropas de siglos anteriores, aspecto que aparece en muchos de sus collages.
Se emancipó pronto y se convirtió en un símbolo para la alta sociedad parisina.

### La joven fotógrafa
Dora Maar debió pintar sobre los años 1950. Estudió en la Academie Lothe donde conoció a Henri Cartier-Bresson, un año más joven que ella, cuando aún no se había convertido en uno de los mejores fotógrafos del momento. Fue en 1949 cuando este la definió como una fotógrafa notable porque sus obras poseían un halo misterioso y espantoso; también admiraba sus pinturas. Cartier-Bresson creía que la fotografía era un oficio de solitarios, afirmación que podía aplicarse muy bien a Dora.
En aquel entonces, la fotografía no estaba tan bien considerada como ahora. Así pues, los fotógrafos solían ser también pintores. De hecho, Picasso ironizaba sobre la actividad fotográfica de Dora. Esta no estaba del todo satisfecha con la enseñanza de la Academie Lothe, así que, más tarde, siguiendo el consejo de Marcel Zahar, continuó con sus estudios de fotografía matriculándose en L’École de Photographie de la Ville de Paris. Para poder revelar sus fotografías, ella daba clases a Pierre Kéfer; a cambio él le dejaba usar su taller. Algunas fotografías llevan la marca Kéfer-Dora, a pesar de que las últimas están hechas únicamente por ella.
La formación de Dora se basa principalmente en la educación impartida por distintos mentores. Entre los más destacados se encuentra Man Ray, cuya enseñanza más importante fue “el efecto desenfocado”. Otro fue Brassaï, con quien mantendría una larga amistad. Además, Dora fotografió el proceso de composición del Guernica, del maestro Picasso. También destaca su aprendizaje con Sougez, que aconsejó a Dora tanto a nivel técnico como personal y con quien publicó varias obras conjuntas. 
Gracias a su padre, consiguió tener un estudio propio, donde creó sus famosos foto collages. Respecto a sus obras, Dora afirmaba que no distinguía la diferencia entre encargo y creación. Destaca también su trabajo como actriz en la película Les gens de voyage de Jaques Feyder y su activismo a favor de los derechos humanos.

### Surrealismo

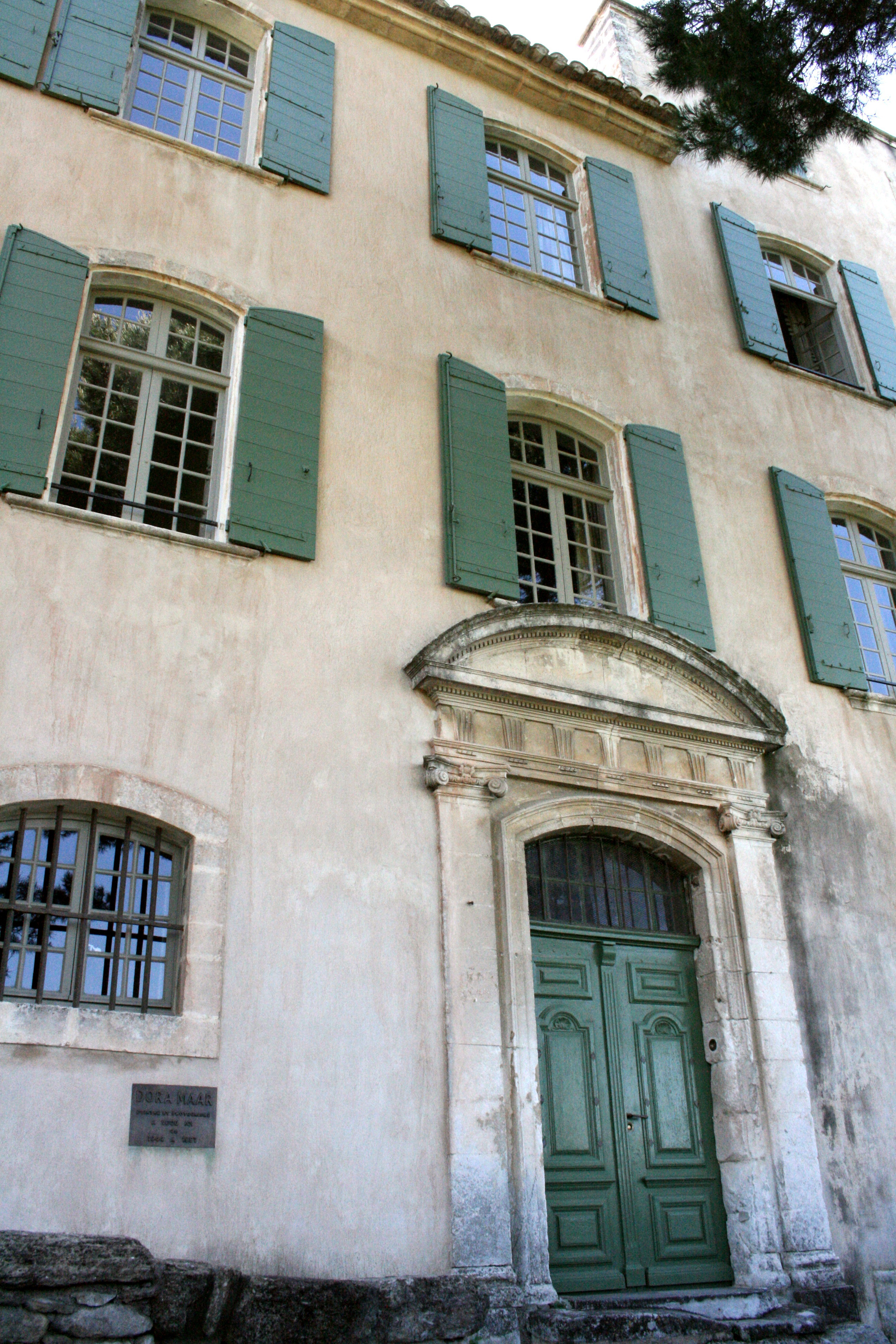
Casa de Dora Maar en Ménerbes, departamento de Vaucluse (Francia).

Era amiga íntima de André Breton, Jacqueline Lamba,  Paul Éluard y Nusch Éluard. Con George Hugnet tuvo una breve historia amorosa. De hecho, Breton llegó a escribirle pidiéndole que recogiese los dibujos y objetos realizados por los locos del asilo de Sainte-Anne, donde más tarde ella misma fue ingresada. 
Dora se sentía atraída por la muerte y experimentaba con los objetos desproporcionados como un recurso que desestabilizaba nuestra realidad.
La fotografía de Maar bajo esta nueva corriente artística era más bien clásica, siguiendo el estilo refinado de Meerson. En este periodo comenzó a trabajar un tiempo de exposición más largo para intensificar los negros.
El recurso de la sobre exposición es sumamente efectivo en Les années vous guettent, donde una telaraña cubre amenazadoramente el rostro de Nusch Éluard. 

### El desamor
Maar conoció a Picasso en el mítico café Les Deux Magots, en 1936, mientras ella practicaba un extravagante juego en el que a veces se cortaba las manos. Iniciaron una relación que se prolongaría hasta el 1944, aunque en ese momento, él estaba casado con Olga Kocklova. Años más tarde, Françoise Gilot apareció en la vida de Picasso cuando este se aburría con Dora Maar. De hecho, llegó a considerarla "excesivamente desequilibrada y testaruda". 
En 1945, a Picasso ya no le interesaba Dora, y ella empezó a mostrar un comportamiento extraño y paranoico: un día comentó a Picasso que le habían robado a su perrito, y lo encontraron andando por los muelles; en otra ocasión, dijo que le habían robado la bicicleta, y más tarde la encontraron intacta; una vez, la encontraron desnuda en las escaleras de su casa para consternación de un séquito nupcial; otra vez, tuvo una crisis de ansiedad en un cine. 
Fue psicoanalizada por Jacques Lacan y posteriormente, ingresó en el hospital de Sainte-Anne. Le aplicaron electroshock y fue Paul Éluard quien dijo a Picasso que la sacara de allí. Paul Éluard, que era el mejor amigo de Dora en ese momento, acusó al famoso pintor de hacerla sufrir demasiado.
Dora Maar fue maltratada, tanto psicológicamente como físicamente por Picasso. Por ejemplo, un día Dora no quería enseñar unos dibujos que había realizado de su órgano sexual y Picasso le obligó a mostrarlos. Además, varios testigos afirman haber presenciado las palizas que le daba a la artista. De hecho, un chofer relata cómo el pintor subió un día a Maar al coche, inconsciente tras una pelea.

### Retiro y muerte
John Russell admiraba la valentía de Dora en sus últimos años, cuando decidió encerrarse en su estudio durante mucho tiempo para investigar lo más profundo de su propio ser.  El apartamento en el que se recluyó era un fiel reflejo de su compleja personalidad.
Maar murió en 1997 y en su testamento dejó todos sus bienes a su padre (fallecido en 1969) y al monje dominico Peré Alain-René Sirjack que fue su confesor y amigo durante los últimos días de su vida. Sus pertenencias se componían de 130 Picassos y la mayoría de sus fotografías. Ella había vendido algún Picasso cuando se había sentido en apuros económicos, pero siempre con el permiso del pintor.